# Église Sainte-Luce, Saint-Vincent de Camparan
L'église Sainte-Luce - Saint-Vincent de Camparan est une église catholique du XIXe siècle située à Camparan, dans le département français des Hautes-Pyrénées en France.

## Localisation
L'église Sainte-Luce – Saint-Vincent est située au centre du village.

## Historique
Au sud de Camparan se dressait jusqu'en 1845 une église romane à proximité du cimetière. Elle fut détruite pour cause de vétusté et remplacée par la nouvelle église au centre du village.

L'église actuelle a été édifiée entre 1846 et 1848. Les plans ont été réalisés par l'architecte géomètre Jean Marie Verdier d'Arreau et exécutés par l'entrepreneur François Rumeau. Le clocher-porche est érigé à partir de 1869 comme le mentionne le millésime sur l'arc à l'entrée de l'église.

## Architecture
La configuration du terrain a déterminé l'implantation de cette nouvelle église selon un axe nord-sud contrairement à l'orientation traditionnelle des édifices religieux.

La nef percée de baies en arc plein cintre s'achève par une abside semi-circulaire couverte d'un toit à trois pans et une sacristie disposée au nord complète l'édifice.

Le chrisme roman a été réemployé sur la façade sud du clocher-porche. La cloche, datée de 1519, est décorée de médaillons, sceaux et bas-reliefs. Elle porte également des inscriptions gothiques en latin. La première fait référence à une bataille face aux Sarrasins, les autres sont à connotation religieuse.

L'entrée de l'église est marquée par un narthex surmonté d'une tribune. Elle se caractérise par une décoration de style néo-classique, avec sa façade théâtralisée. L'arcade, cintrant la tribune, est décorée de moulures et caissons reposant sur des volutes florales. L'abside est pourvue d'un tabernacle.

## Galerie de photos

Sélection de vues diverses
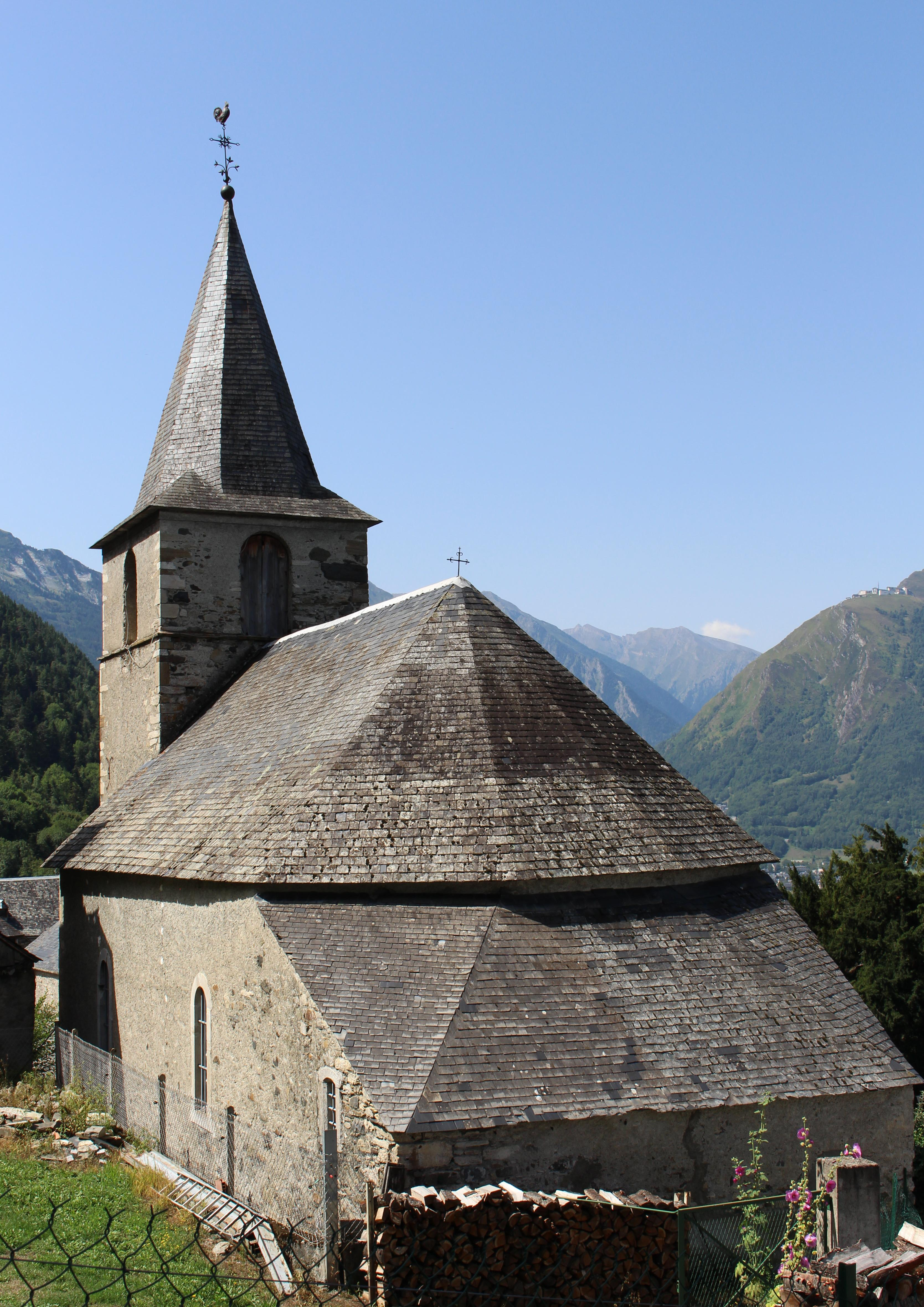
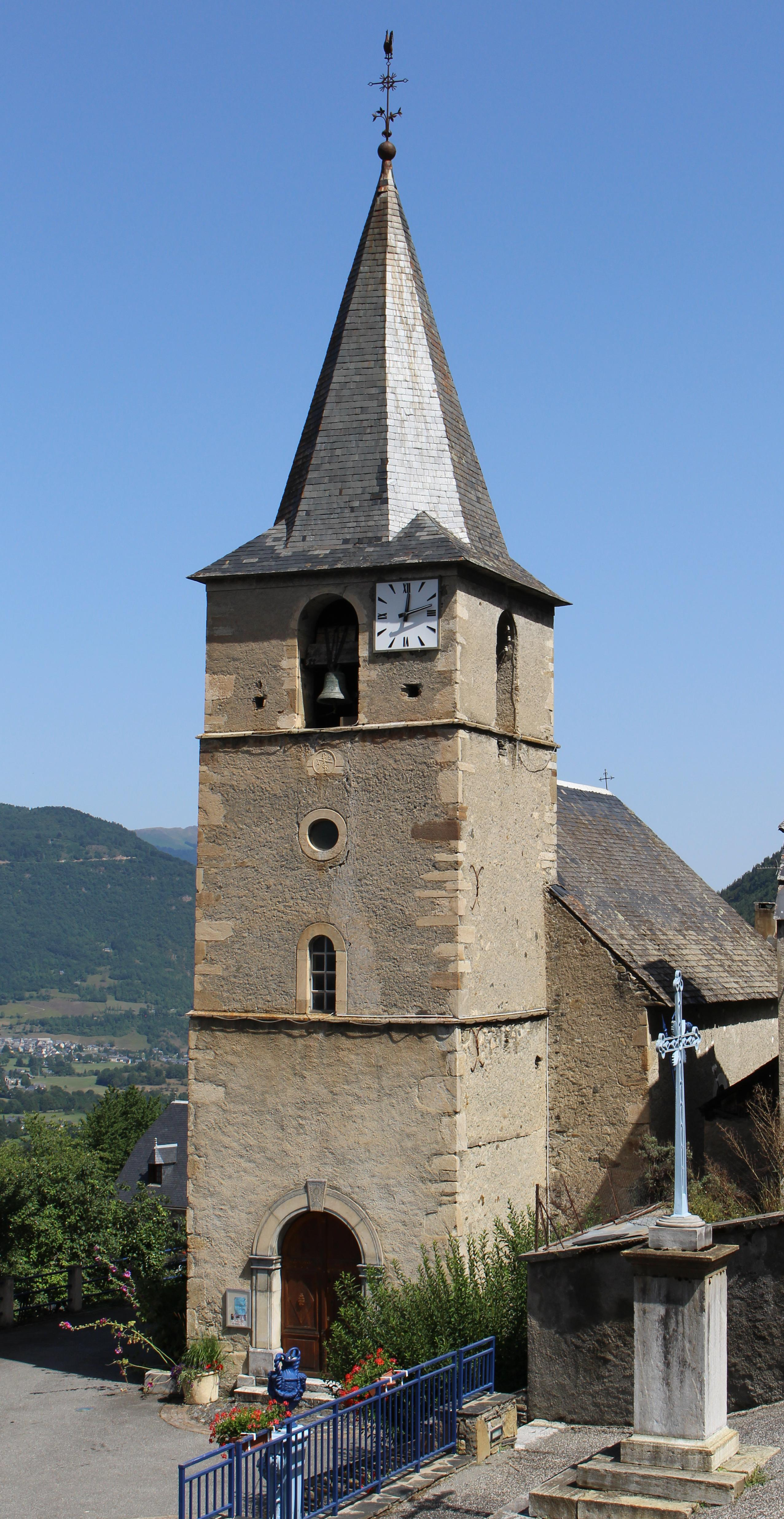
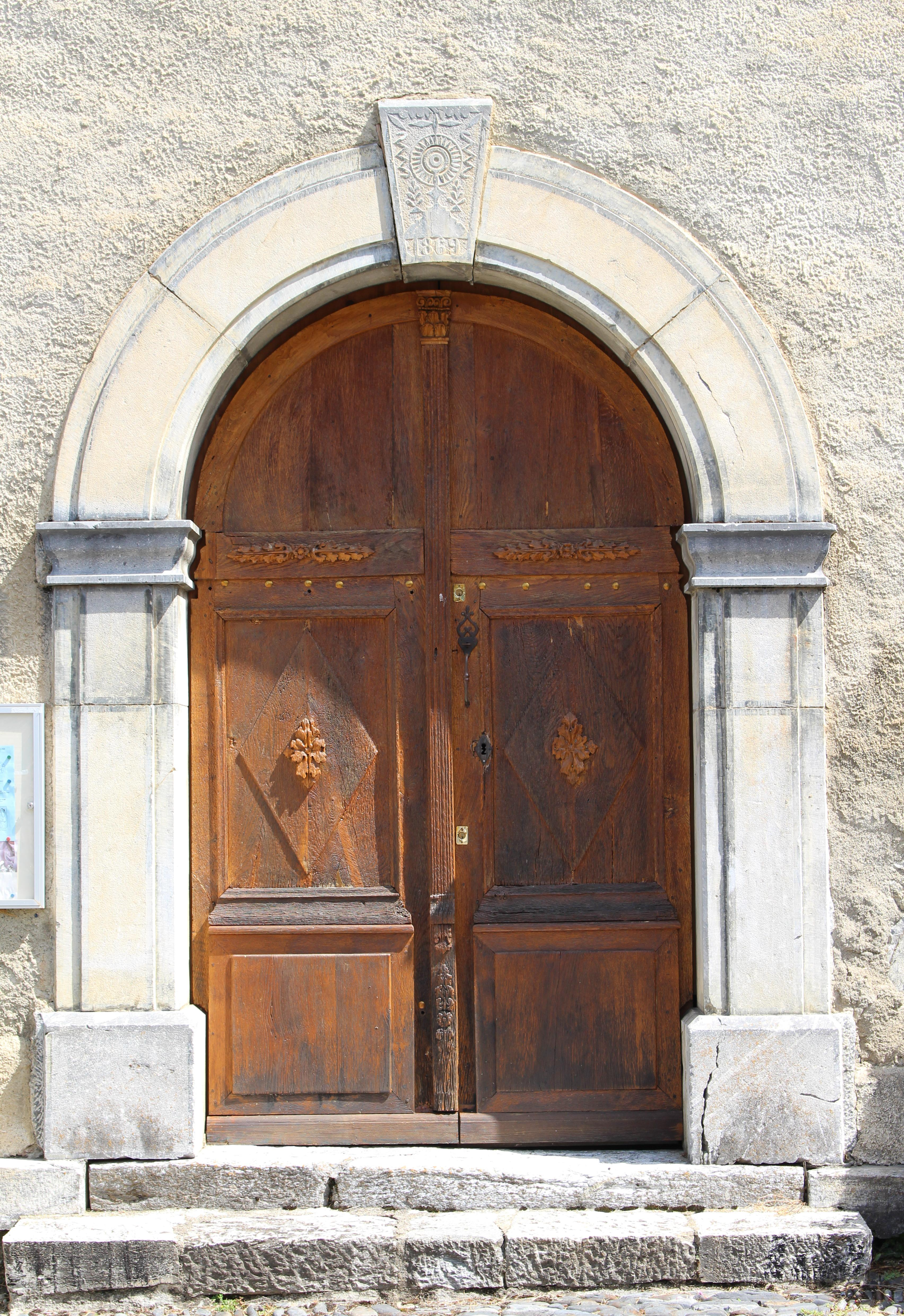
Porte.
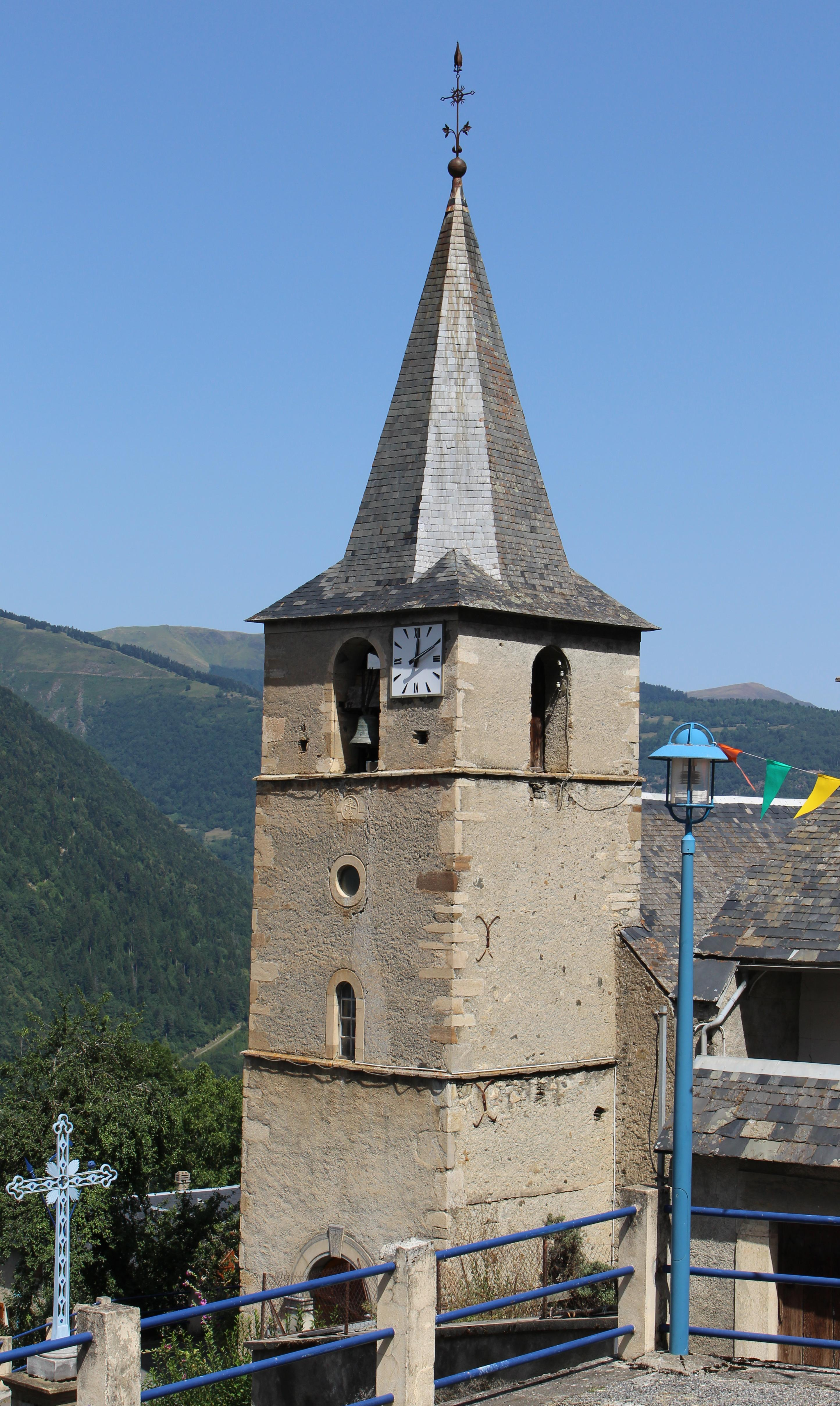